# Bad Godesberg

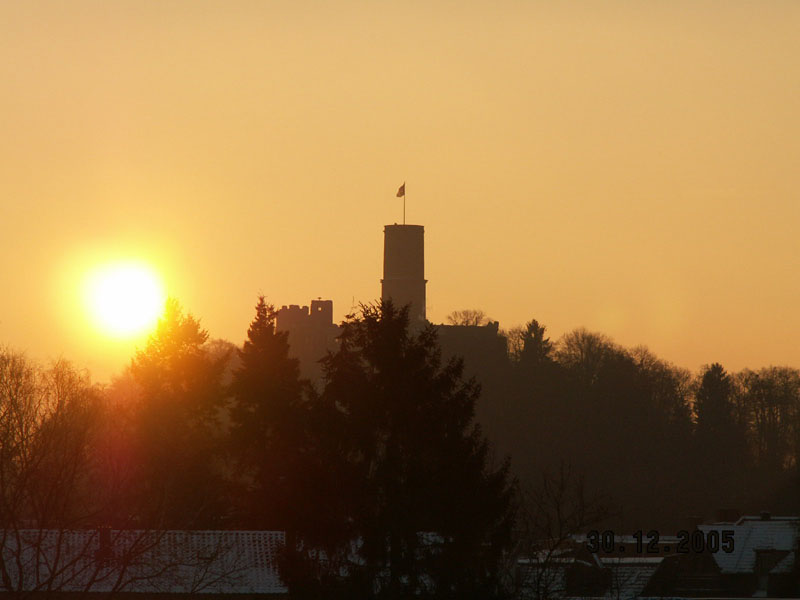
Godesburg – Wahrzeichen von Bad Godesberg – im Sonnenaufgang

Bad Godesberg (bis 1926 Godesberg) ist einer der vier Stadtbezirke der Bundesstadt Bonn und hat 76.156 Einwohner (31. Dezember 2020). Bad Godesberg liegt an der südlichen Spitze der Kölner Bucht im Godesberger Rheintaltrichter am Übergang vom Mittel- zum Niederrhein. Der Stadtbezirk grenzt südöstlich an das Land Rheinland-Pfalz.

## Gliederung
Innerhalb des Stadtbezirks Bad Godesberg liegen folgende 13 Ortsteile:
- Alt-Godesberg
- Friesdorf
- Godesberg-Nord
- Godesberg-Villenviertel
- Heiderhof
- Hochkreuz
- Lannesdorf
- Mehlem
- Muffendorf
- Pennenfeld
- Plittersdorf
- Rüngsdorf
- Schweinheim

Des Weiteren existieren 16 statistische Bezirke, die sich teilweise in der Größe und Ausdehnung nur wenig von den Ortsteilen unterscheiden. Auf dem Gebiet des Stadtbezirks existieren folgende Gemarkungen in den Grenzen ehemaliger Gemeinden: Friesdorf, Godesberg, Lannesdorf, Mehlem, Muffendorf, Plittersdorf und Rüngsdorf.

## Geschichte

### Bis 1697
Godesberg wurde 722 als ubische Kultstätte Woudensberg (Wotansberg) urkundlich erwähnt. Bedeutung erlangte Godesberg 1210, als der Kölner Kurfürst und Erzbischof Dietrich I. von Hengebach am 15. Oktober den Grundstein für die Godesburg legt. Am 17. Dezember 1583 wurde die Godesburg durch Truppen des Kurfürsten Ernst von Bayern gesprengt, nachdem sich dessen abgesetzter Vorgänger Gebhard I. von Waldburg Truchsess von Waldburg-Zeil dort verschanzt hatte. Seit der Antike und durch das Mittelalter hindurch bis in die Neuzeit war der wichtigste Wirtschaftszweig der Weinbau, von dem vor allem die geistlichen Institute profitierten. Noch bis weit in das 19. Jahrhundert hinein war Godesberg ein bedeutendes Weinbaugebiet im Rheinland.

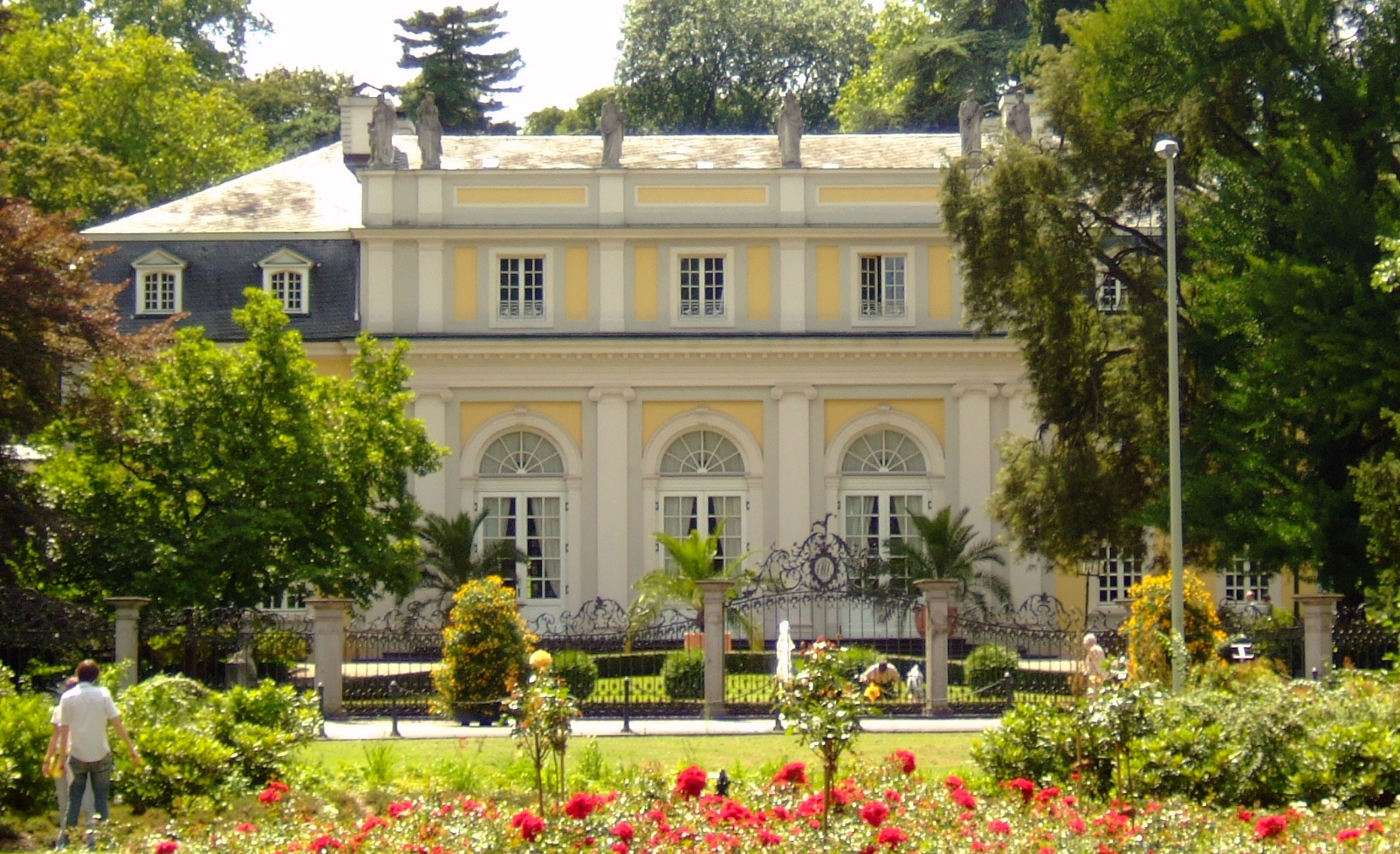
Redoute

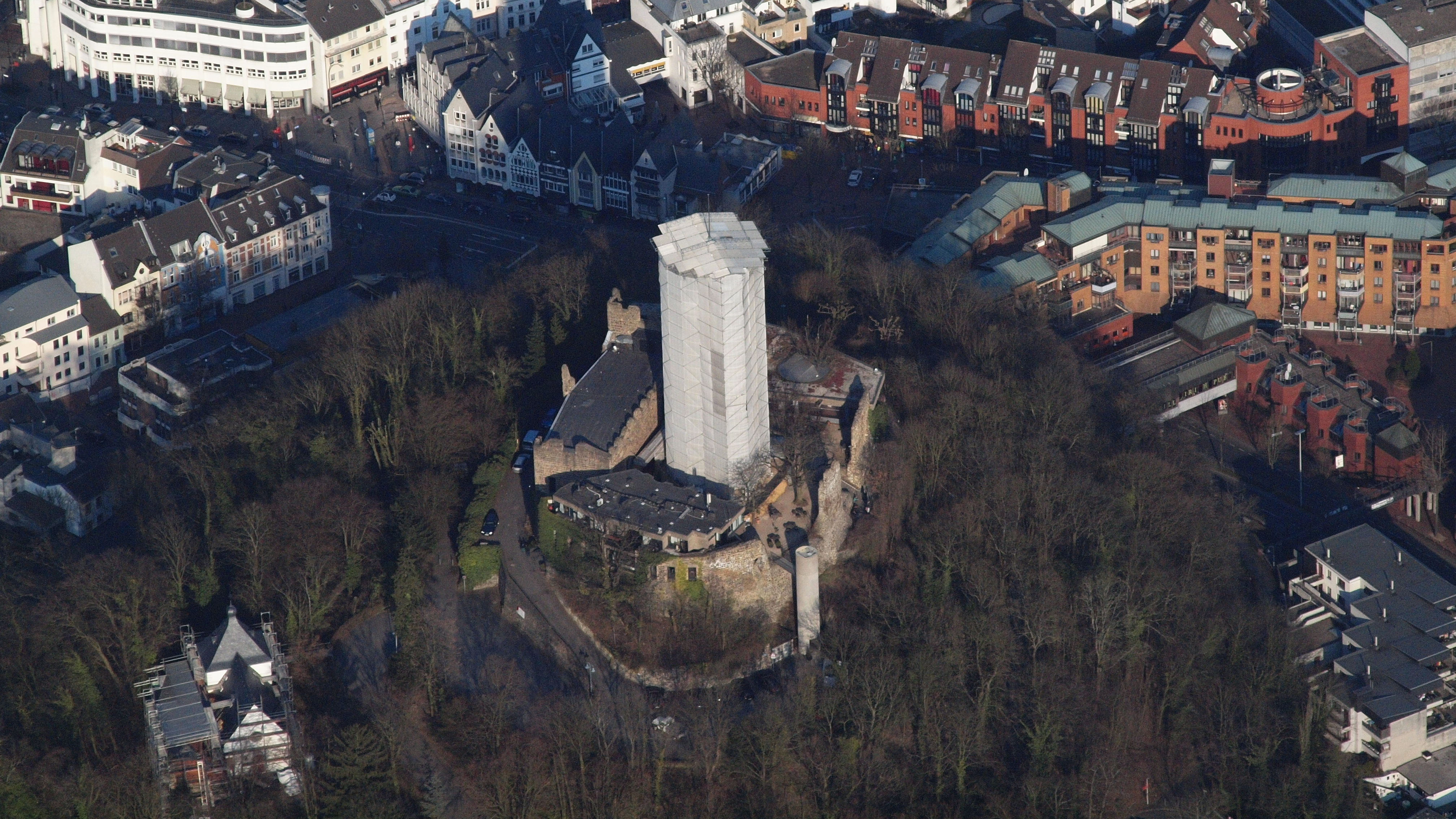
Die Godesburg während der Sanierung des Bergfrieds im April 2013

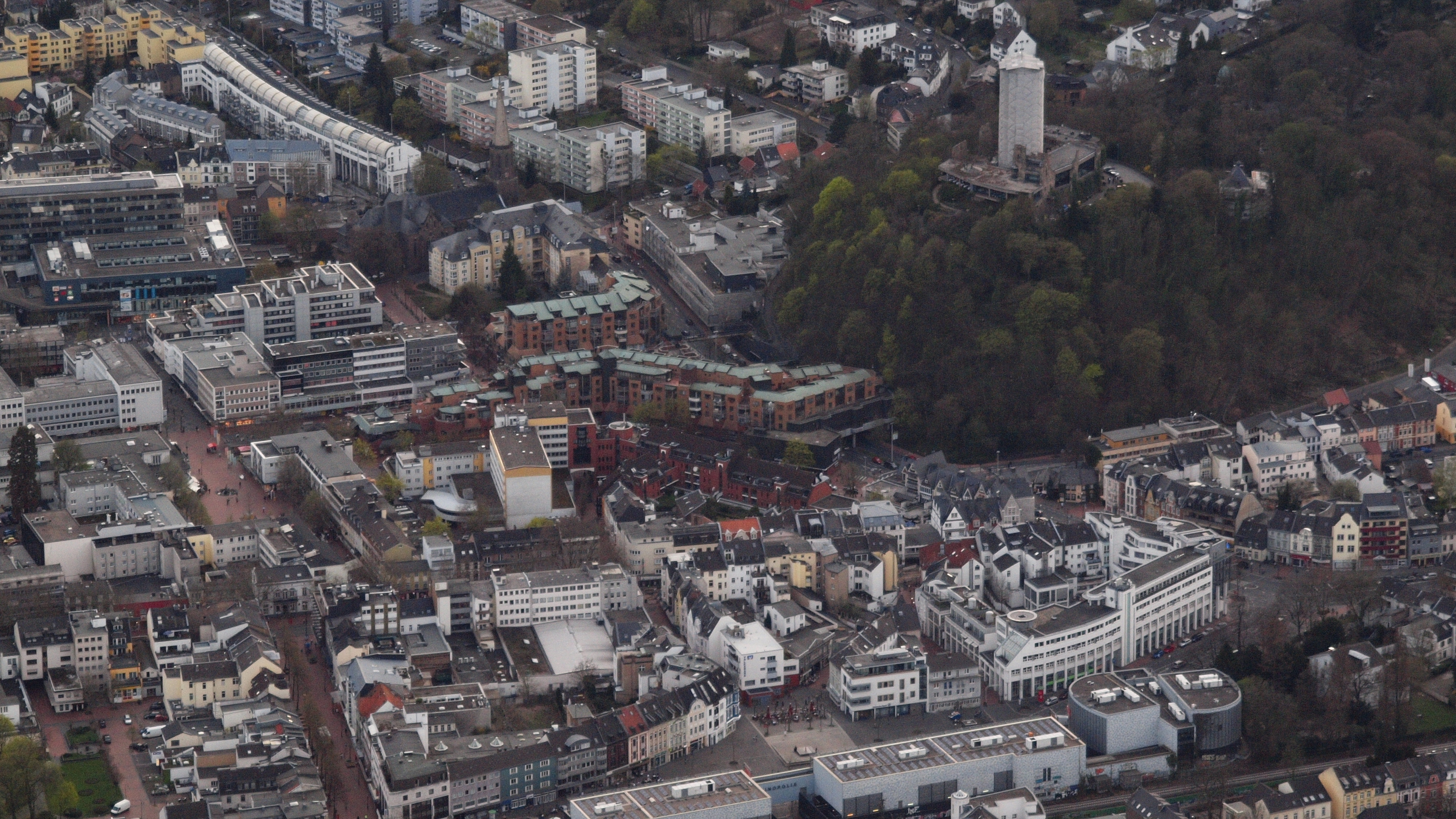
Godesberg – Zentrum

### 1697–1945
Von 1697 bis 1699 wurde unter Kurfürst Joseph Clemens von Bayern der Innenraum der Michaelskapelle auf dem Godesberg mit einer prächtigen Barockdekoration ausgestattet und erhielt damit ihr heutiges Erscheinungsbild. Ab 1699 wurde die Kapelle zur Hauskirche des wenige Jahre zuvor gegründeten Ordens vom Heiligen Michael. 1790 bis 1792 ließ Kurfürst Max Franz die Heilquelle (Draitschbrunnen) neu fassen, den Kurpark anlegen und die Redoute und die anliegend 9 Logierhäuser errichten. Godesberg wurde zum Badeort.
Landesherrlich gehörte Godesberg bis Ende des 18. Jahrhunderts zum Kurfürstentum Köln und unterstand der Verwaltung des Amtes Godesberg-Mehlem im Oberamt Bonn. 1816 wurde Godesberg Sitz der gleichnamigen Bürgermeisterei im Kreis Bonn, der zum Regierungsbezirk Köln in der späteren Rheinprovinz gehörte.
Mit dem Bau der Eisenbahnstrecke wurde die Stadt endgültig zum Sommer- und Alterssitz wohlhabender Bürger, was zu einem deutlichen Wachstum führte. 1899 wurden Plittersdorf und Rüngsdorf eingemeindet, 1904 folgte Friesdorf und 1915 Muffendorf.

1925 erhielt Godesberg den Titel Bad zugesprochen, der seit dem 1. Oktober 1926 urkundlich geführt wird. Mit der Eingemeindung von Lannesdorf und Mehlem erhielt Bad Godesberg 1935 Stadtrechte.

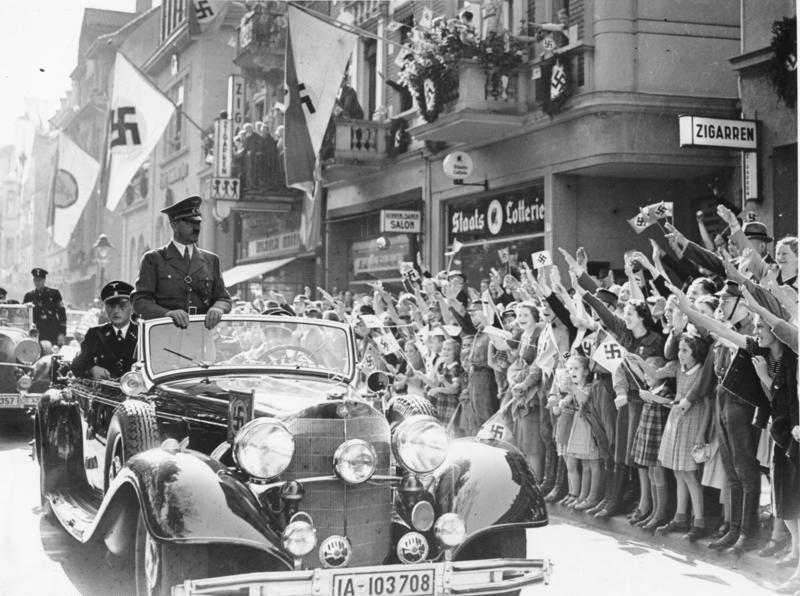
Hitler (stehend) vor einer Menschenmenge kurz nach der Abfahrt vom Bahnhof Bad Godesberg (22. September 1938).

In der Zeit des Nationalsozialismus kam Bad Godesberg in den Ruf, ein besonders beliebter Ort des „Führers“ zu sein. Adolf Hitler hielt sich zwischen 1926 und 1945 70-mal am Rhein auf. Sein spektakulärster Auftritt fand hier vom 22. bis 24. September 1938 statt, als er in Bad Godesberg mit dem britischen Premier Arthur Neville Chamberlain zusammentraf, um mit ihm über die Sudetenkrise zu verhandeln. Bei diesem Besuch wie auch schon anlässlich früherer Besuche säumten zahlreiche Bad Godesberger Bürger die Straßen, um Hitler auf seiner Fahrt von der Godesberger Innenstadt zum Rheinhotel Dreesen zuzujubeln.

### 1945 bis heute
Den Zweiten Weltkrieg überstand Bad Godesberg weitgehend unzerstört: Vom Luftkrieg weitestgehend verschont, war die Stadt mit Verwundeten, Kindern und älteren Menschen stark belegt. Deshalb entschloss sich Generalleutnant Richard Schimpf (1897–1972) in Absprache mit einigen Godesberger Bürgern, die rund 7000 Mann seiner Division in der Nacht zum 8. März 1945 über den Rhein nach Osten übersetzen zu lassen und die Stadt nicht zu verteidigen, sondern kampflos zu übergeben. Vize-Bürgermeister Heinrich Ditz übergab die Stadt telefonisch an die Amerikaner, nachdem sich der NS-Bürgermeister Heinrich Alef auf die rechte Rheinseite abgesetzt hatte. Damit war Bad Godesberg die erste größere Stadt, die den Alliierten kampflos und unzerstört in die Hände fiel. Eine Gedenktafel am Godesberger Rathaus erinnert an die drei entscheidenden Menschen, die Bad Godesberg unter Lebensgefahr retteten: Generalleutnant Schimpf, Stadtrat Ditz und den Schweizer Generalkonsul François-Rodolphe de Weiss.
Nachdem Bonn 1949 zur provisorischen Bundeshauptstadt geworden war, wurde das im Krieg weitgehend unzerstörte Bad Godesberg zum Sitz vieler Botschaften. Godesberg erhielt den Spitznamen Diplomatenstadt, die B 9 nach Bonn wurde zur Diplomatenrennbahn. Die Weinstube Maternus in Bahnhofsnähe, Konrad Adenauer aß regelmäßig hier zu Mittag, erhielt bald den Spitznamen „Wohnzimmer der Republik“, da hier zahlreiche diplomatische Verhandlungen geführt wurden.
Ende 1950 fiel der Beschluss, die US-Hochkommission vollständig in die Enklave Bonn zu verlegen und den Dienstsitz in der Bad Godesberger Deichmannsaue einzurichten. Zu diesem Zweck wurden Wohnungsbauprojekte für die deutschen Mitarbeiter der Kommission eingeleitet, die in der damaligen Stadt Bad Godesberg in der HICOG-Siedlung Muffendorf/Pennenfeld und der HICOG-Siedlung Plittersdorf mündeten. Beide Siedlungen stehen heute unter Denkmalschutz.
1959 wählte die SPD die vier Jahre zuvor durch den damaligen Bundespräsidenten Theodor Heuss eröffnete Godesberger Stadthalle als Tagungsort, um mit dem Godesberger Programm den Wandel zur Volkspartei zu vollziehen. Der Bau gilt als prägnantes Beispiel des Baustils der 1950er Jahre; er wurde im Juli 2012 unter Denkmalschutz gestellt.
Bis 1981 war Bad Godesberg auch Zweigsitz des Bundeskriminalamtes.
Bis zum 1. August 1969 war Bad Godesberg eine selbstständige Stadt im Landkreis Bonn. Eine Klage gegen die Eingemeindung nach Bonn blieb erfolglos. Die Stadt wurde vor dem Verwaltungsgericht Münster von ihrem Stadtdirektor Fritz Brüse (CDU) und dem 1. Beigeordneten Walter Viktor (SPD) vertreten. Der frühere Ministerpräsident von NRW, Franz Meyers, wickelte den Zusammenschluss der Stadt Bonn mit Bad Godesberg, Duisdorf und Beuel zur neuen Stadt Bonn ab.
Mit der Eingemeindung verbundene Zusagen wurden teilweise sehr spät eingelöst. So wird Bad Godesberg erst seit 1989 mit Trinkwasser aus der Wahnbachtalsperre versorgt, zuvor hatte man weiterhin qualitativ schlechteres Rheinuferfiltrat erhalten. Auch die damalige direkte Anbindung der südlichsten Stadtteile bis einschließlich Mehlem durch die ursprüngliche Straßenbahn Bonn–Godesberg–Mehlem (BGM) wurde mit dem Bau der neuen Stadtbahn nicht wieder erreicht, da diese an der Station 'Stadthalle Bad Godesberg' endet.
Heute ist Bad Godesberg ein Stadtbezirk von Bonn; er hat sich in vielerlei Weise seine Unabhängigkeit bewahrt. So fühlen sich die meisten Einwohner nach wie vor als Godesberger, die für bestimmte Einkäufe „nach Bonn“ fahren. Auch hat die Bezirksvertretung sämtliche Rechte zugestanden bekommen, die die Gemeindeordnung NRW zulässt.

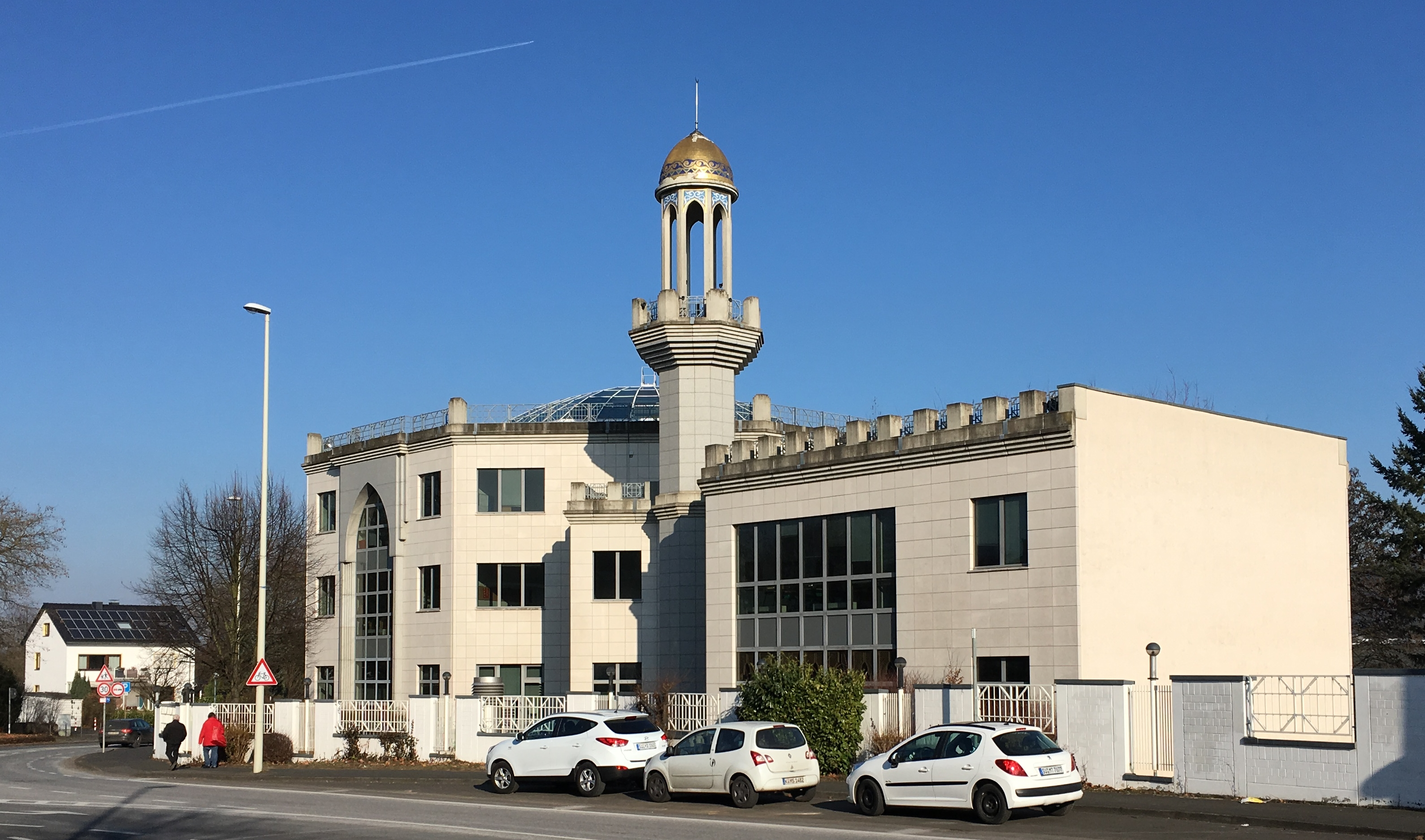
Gebäude der ehemaligen König-Fahd-Akademie in Lannesdorf

Am 16. April 2008 beschloss die Bad Godesberger Bezirksvertretung, die Redoute zu verkaufen und die Häuserzeile in der Kurfürstenallee „europaweit als hochwertiges Wellness-Hotel“ auszuschreiben. Zum Erhalt der historischen Gebäude in städtischem Besitz begann im April 2008 ein Bürgerbegehren mit dem Titel „Rettet das Rathaus und die Redoute“. Die Initiative für das Bürgerbegehren legte im Januar 2009 11.000 Unterschriften vor. Da sich jedoch kein Investor fand, wurde die Ausschreibung vom Rat der Stadt Bonn schließlich aufgehoben und die Auseinandersetzung um das Bürgerbegehren gegenstandslos.
In der Zeit nach der deutschen Einheit und dem Wegzug der Regierung nach Berlin entwickelte sich Bad Godesberg zu einem Stadtteil, der an einigen Stellen die Charakteristika eines sozialen Brennpunktes aufweist. Die Zahl schwerer Gewaltdelikte nahm im Jahre 2011 gegenüber den Vorjahren erheblich zu. Besonders das schroffe Nebeneinander von Villenviertel und Problembezirk ist in den letzten Jahren zu einem Charakteristikum Bad Godesbergs geworden. 2012 kam es angesichts einer Gegendemonstration von Salafisten gegenüber einer Kundgebung von PRO-NRW-Anhängern zu schweren Angriffen auf Polizisten durch Salafisten.

## Politik

### Bezirksvertretung
Die 19 Sitze der Bezirksvertretung teilen sich wie folgt auf:
| Sitzverteilung in der Bezirksvertretung Bad Godesberg 2020Insgesamt 19 Sitze - Linke: 1 - SPD: 3 - Grüne: 5 - BBB: 3 - CDU: 5 - FDP: 1 - AfD: 1 Bezirksvertretungswahl 2020in Prozent %3020100 28,126,414,713,54,54,03,55,2 CDUGrüneSPDBBBFDPLinkeAfDSonst.Gewinne und Verlusteim Vergleich zu 2014 %p 12 10 8 6 4 2 0 −2 −4 −6 −8−3,2+10,7−4,5+5,1−2,8−0,4+1,1−6,2CDUGrüneSPDBBBFDPLinkeAfDSonst. |

### Wappen, Flagge und Banner
| Banner, Wappen und Hissflagge |  |
|                               |  |
|                               |  |

Blasonierung:„In Rot über grünen Dreiberg eine dreitürmige, zinnenbesetzte goldene Burg mit offenem Fallgatter; am überhöhten mittlerem Turm ein silberner Schild mit schwarzem durchgehenden Balkenkreuz.“
Das Wappen zeigt auf rotem Grund eine dreiteilige Darstellung der Godesburg, in der Mitte durch den Turm überhöht und mit dem kurkölnischen Kreuz bezeichnet. Die Burg soll die drei Ortsteile Godesberg, Rüngsdorf und Plittersdorf symbolisieren, die durch königlich-preußische Verfügung 1899 zur Gemeinde Godesberg zusammengeschlossen wurden.
1896 bemühte sich der damalige Bürgermeister Anton Dengler erstmals, ein eigenes Wappen für Godesberg einzuführen. Am 14. September 1900 wurde der Bürgermeister durch den Regierungspräsidenten von Köln darüber informiert, dass der König durch allerhöchsten Erlaß die Führung des Wappens genehmigt habe. Ein Jahr später wurde das Wappen durch das Königlich-preußische Heroldsamt genehmigt, erst danach durfte es öffentlich genutzt werden.
Am 8. Juni 1925 beschloss der Godesberger Gemeindehauptausschuss schließlich, die Farben Rot und Gold als Godesberger Farben einzuführen.
Die Godesberger Flagge war nach der Eingemeindung zu Bonn 1969 fast völlig aus dem Stadtbild verschwunden. Seit den 1980er Jahren ist sie in der Öffentlichkeit wieder präsenter – unterstützt durch den damaligen Bezirksvorsteher Norbert Hauser. So weht sie seit einigen Jahren wieder auf der Godesburg, dem Wahrzeichen des Stadtbezirks.

### Städtepartnerschaften
Bad Godesberg unterhält folgende Städtepartnerschaften:
- Saint-Cloud (Frankreich) (seit 1957)
- Frascati (Italien) (1960)
- Windsor and Maidenhead (Vereinigtes Königreich) (seit 1960)
- Bezirk Steglitz-Zehlendorf von Berlin (seit 1962 Städtefreundschaft)
- Kortrijk (Belgien) (seit 1964)
- Yalova (Türkei) (seit 1969 Städtefreundschaft)

## Kultur und Sehenswürdigkeiten

### Öffentliche Einrichtungen

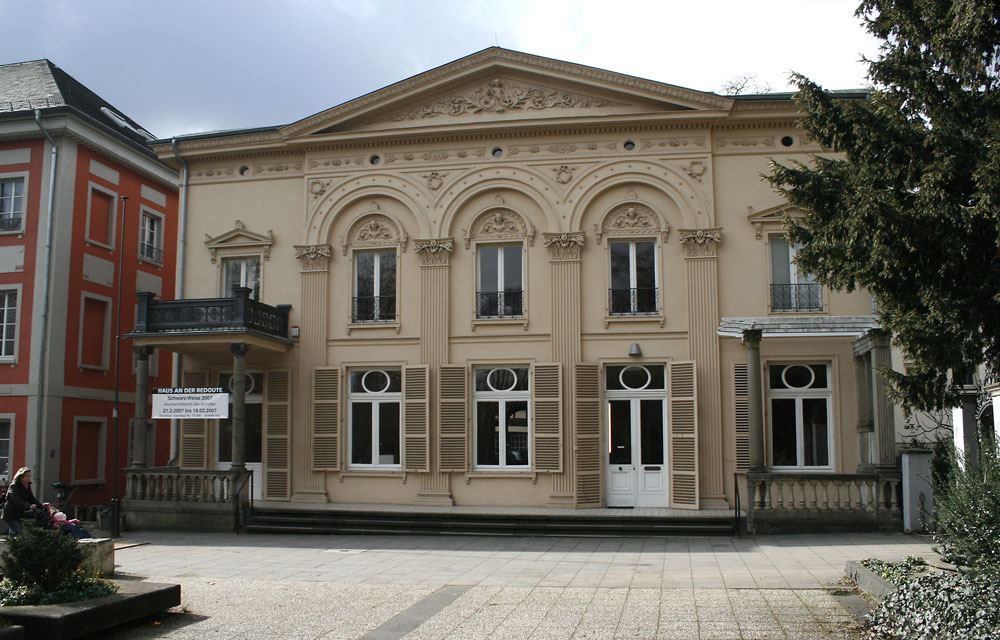
Das Haus an der Redoute

- Schauspielhaus Bad Godesberg, das größte Schauspielhaus der städtischen Bühnen Bonns
- Kleines Theater im Park (Intendanz: Frank Oppermann), Spielstätte für Schauspiel, Boulevardstücke und Musicals in kleiner Besetzung
- Haus an der Redoute, ehemaliges kurfürstliches Theater und heute städtische Einrichtung für Wechselausstellungen
- Kleine Beethovenhalle als Sitz der Heimatbühne Muffendorf

### Bad Godesberg in der Literatur
Eine ganze Reihe von literarischen Werken spielt in Bad Godesberg. Die Protagonisten in Juli Zehs Roman Spieltrieb sind Päda-Schüler, Orte der Handlung sind die Schule und das Godesberger Villenviertel. Heinrich Bölls Roman Frauen vor Flußlandschaft handelt im Villengebiet am Rhein zwischen Bonn und Bad Godesberg.
Am 30. Oktober 2009 hatte das Dokumentationsstück Zwei Welten von Ingrid Müller-Münch in den Kammerspielen Premiere. Es soll, so die Autorin, Bad Godesberg im Wandel zeigen, eine Stadt, in der die Welt der „feinen Leute“ auf die Welt der „Migranten“ stößt. Neun Schauspieler tragen bei dem Stück Auszüge von Protokollen von zumeist jugendlichen Bad Godesbergern vor, die Müller-Münch in den vergangenen Jahren aufgezeichnet hat. In der Vorberichterstattung über das Stück sprach die Frankfurter Rundschau von einem „Bad-Godesberg-Phänomen“. Die beiden „Welten“, die es auch in anderen Städten gebe, lägen, so Ingrid Müller Münch, in Bad Godesberg so eng beieinander wie sonst nirgends.

### Regelmäßige Veranstaltungen
- Rhein in Flammen am ersten Samstag im Mai: Großfeuerwerke und Schiffsrundfahrt von Linz am Rhein entlang Erpel, Unkel, Remagen, Rheinbreitbach, Rheininsel Nonnenwerth bei Rolandswerth/Bad Honnef, Bad Godesberg, Königswinter zur Bonner Rheinaue bei Bonn
- FeenCon

In der Fußgängerzone finden das ganze Jahr über vielfältige Veranstaltungen statt, die überwiegend durch das Stadtmarketing Bad Godesberg e. V. organisiert werden. Darunter ein Trödel- und Antikmarkt, ein französischer Markt, eine Kinder-Rallye („Tag der kleinen Godesberger“), ein Stadtfest, ein Weihnachtsmarkt und ein Streetfood Festival.
Vom 21. bis 25. Juni 1961 fand in Bad Godesberg der 23. Deutsche Feuerwehrtag statt. Im Juli 1961 war Bad Godesberg der Austragungsort der I. Feuerwehrolympiade, die seitdem alle vier Jahre vom Weltfeuerwehrverband CTIF jeweils in anderen Städten veranstaltet wird.

### Rheinisches Brauchtum
Verschiedene Karnevalsvereine haben sich der Pflege des rheinischen Brauchtums verschrieben, insbesondere das Godesberger Stadtsoldatenkorps, die Fidelen Burggrafen und die AKP. Koordinationsgremium aller Karnevalsvereine ist der Festausschuss Godesberger Karneval (FAGK). In der Karnevalssession veranstalten die Vereine unter anderem verschiedene Sitzungen und an Karnevalssonntag einen aufwendigen Karnevalsumzug. Alle Vereine engagieren sich in der Jugendarbeit.

## Wirtschaft und Infrastruktur

### Bildung

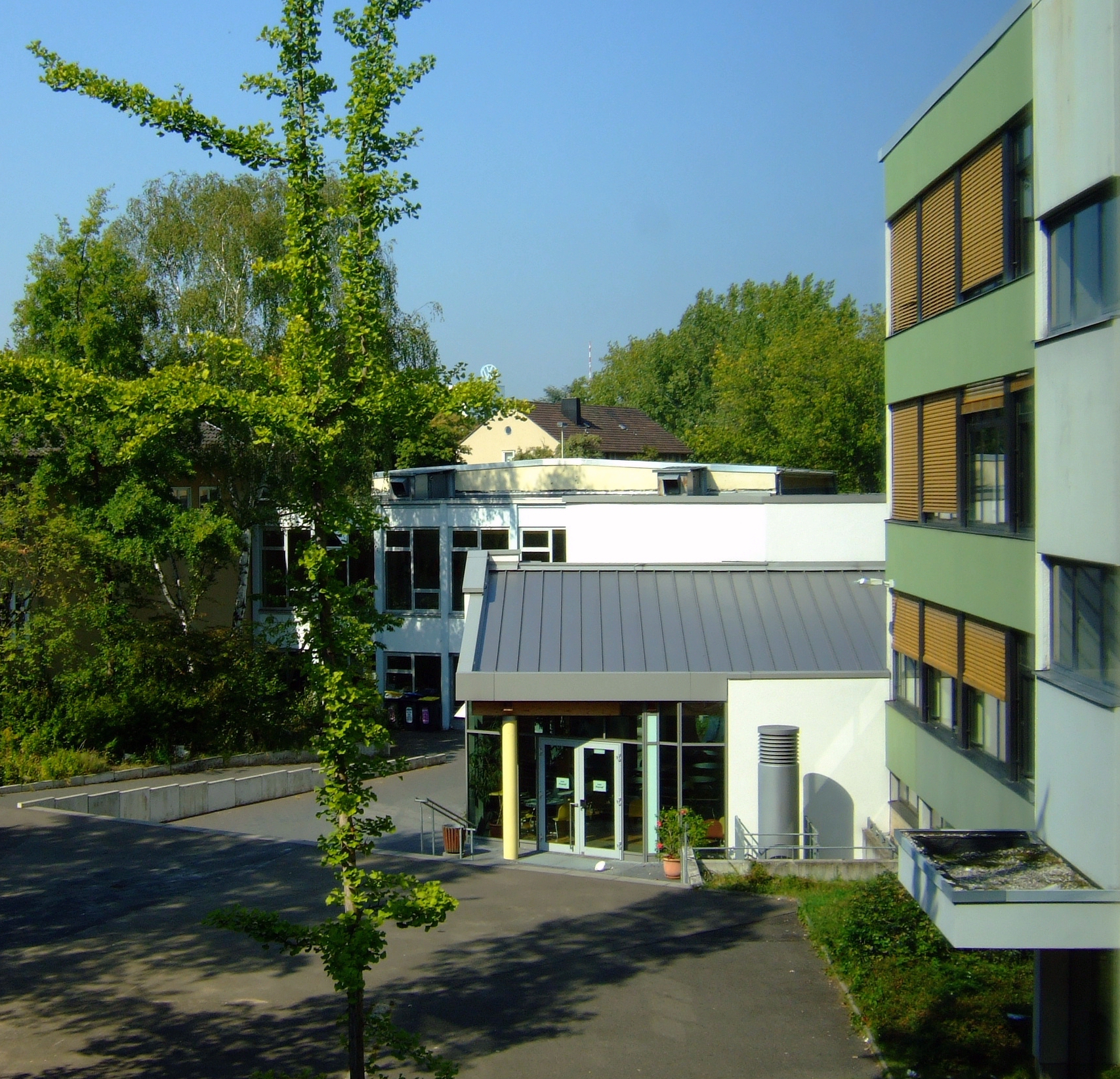
Elisabeth-Selbert-Gesamtschule

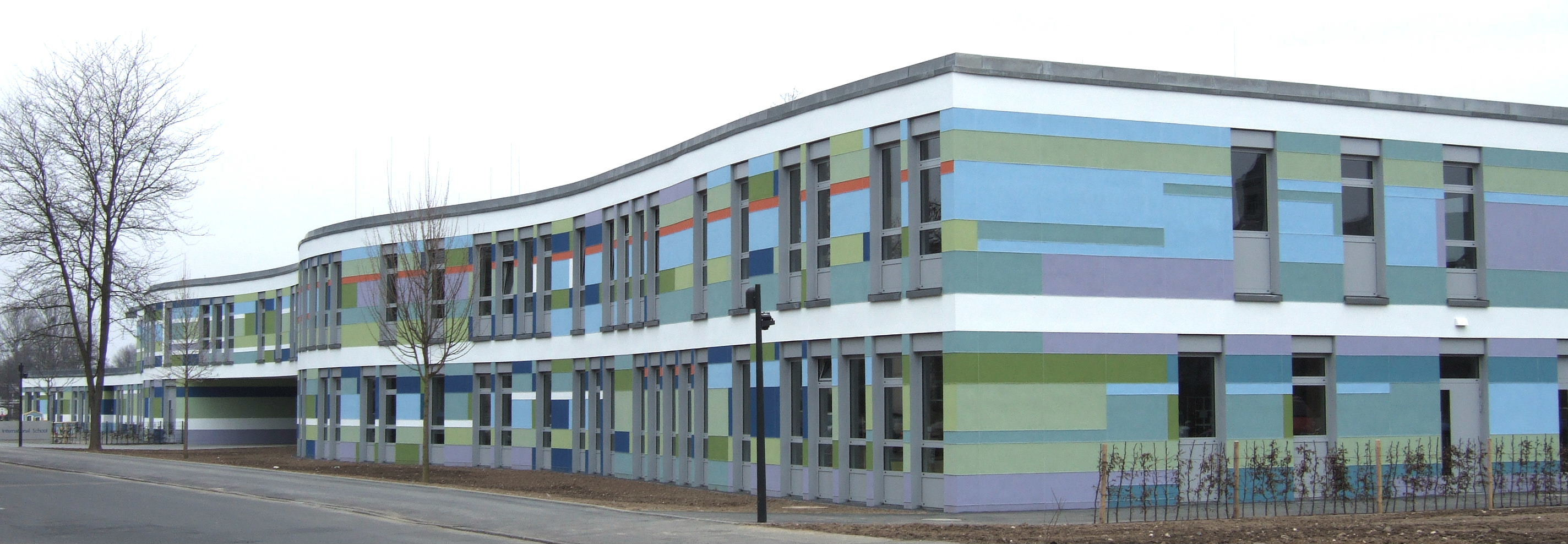
Bonn International School

Die verschiedenen Formen weiterführender Schulen sind in Bad Godesberg sehr ungleichmäßig verteilt. Der Stadtbezirk hat mit dem rund 300 Schüler umfassenden Schulzentrum Pennenfeld eine Hauptschule, die Johannes-Rau-Schule. Realschulen gibt es in Bad Godesberg zwei, die Carl-Schurz-Realschule mit etwa 350 Schülern und die Gertrud-Bäumer-Schule mit ca. 450 Schülerinnen. Grundschulen gibt es 15. Größte Schule ist die Elisabeth-Selbert-Gesamtschule. Den größten Anteil an der Bildungsinfrastruktur des Stadtbezirks haben die Gymnasien, von denen es sechs gibt: das Aloisiuskolleg (AKO), das Amos-Comenius-Gymnasium Bonn (ACG), das Clara-Fey-Gymnasium (CFG), das Konrad-Adenauer-Gymnasium (KAG), das Nicolaus-Cusanus-Gymnasium (NCG) und das Pädagogium Godesberg – Otto-Kühne-Schule. Daneben gibt es in Bad Godesberg auch einige Privatschulen, wie zum Beispiel das 1972 gegründete Bonner Lehrinstitut, an denen man neben der Mittleren Reife auch das Abitur erlangen kann. Zudem gibt es das Friedrich-List-Berufskolleg. Förderschulen sind die Johannes-Gutenberg-Schule und die Siebengebirgsschule.
Da Bonn jahrelang provisorische Hauptstadt der Bundesrepublik Deutschland war und auch heute stark international ausgerichtet ist, gibt es in der früheren „Diplomatenstadt“ mehrere internationale Schulen. Die Bonn International School in Plittersdorf ist unter anderem aus der ehemaligen amerikanischen Schule hervorgegangen. Sie ist eine von nur 53 Schulen weltweit, die die offizielle Anerkennung aller drei Ausbildungsprogramme gemäß der International Baccalaureate Organisation (IBO) in Genf besitzen.
Daneben gibt es in Bad Godesberg eine iranische, eine arabische und eine japanische Schule. Auch die spanische Weiterbildungsakademie kann zu dieser Kategorie gezählt werden.
Die privat geführte École de Gaulle-Adenauer besteht seit 1950 und bietet einen bilingual deutsch-französischen Kindergarten und eine ebenso bilinguale Grundschule an.
Bis 2017 befand sich im Godesberger Stadtteil Lannesdorf die König-Fahd-Akademie. Sie wurde durch Saudi-Arabien finanziert und richtete sich vor allem an muslimische Kinder und Jugendliche, deren Familien sich nur zeitweise in Deutschland aufhielten.

### Öffentliche- und Diplomateneinrichtungen
Die Zentrale des Nationalen Cyber-Abwehrzentrums befindet sich im Stadtbezirk Bad Godesberg. Auf der Viktorshöhe im Ortsteil Schweinheim ist seit 1999 ein Generalkonsulat der Russischen Föderation in den Gebäuden der vormaligen Botschaft ansässig. In Bad Godesberg sind darüber hinaus heute noch Außenstellen der Botschaft der Volksrepublik China, der Libyschen Botschaft, der südkoreanischen Botschaft, der Botschaft der Republik Kuba und der Botschaft von Kirgisistan beheimatet.

### Verkehr

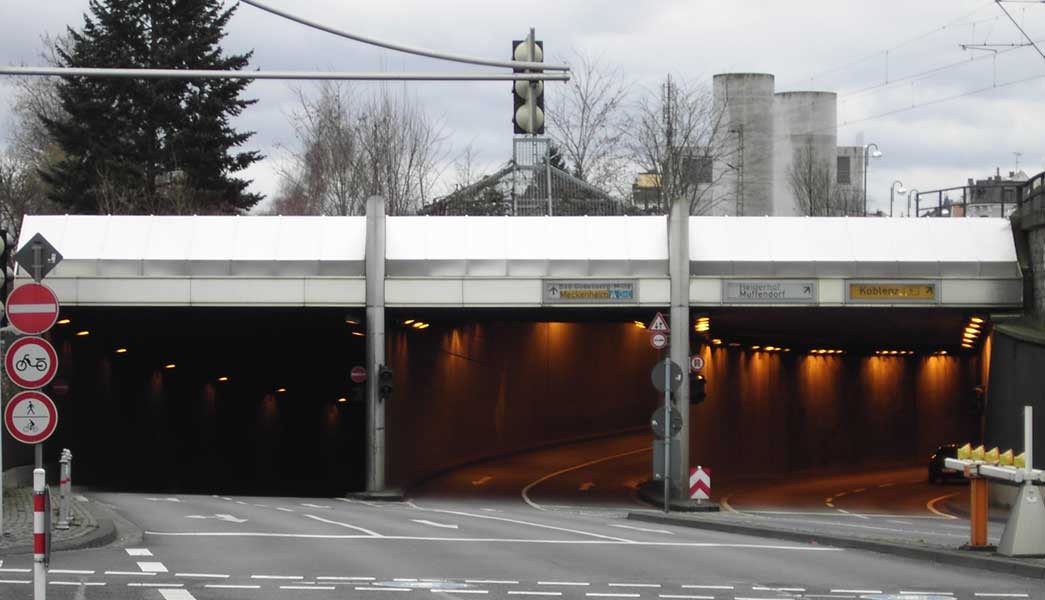
Bad Godesberger Tunnel

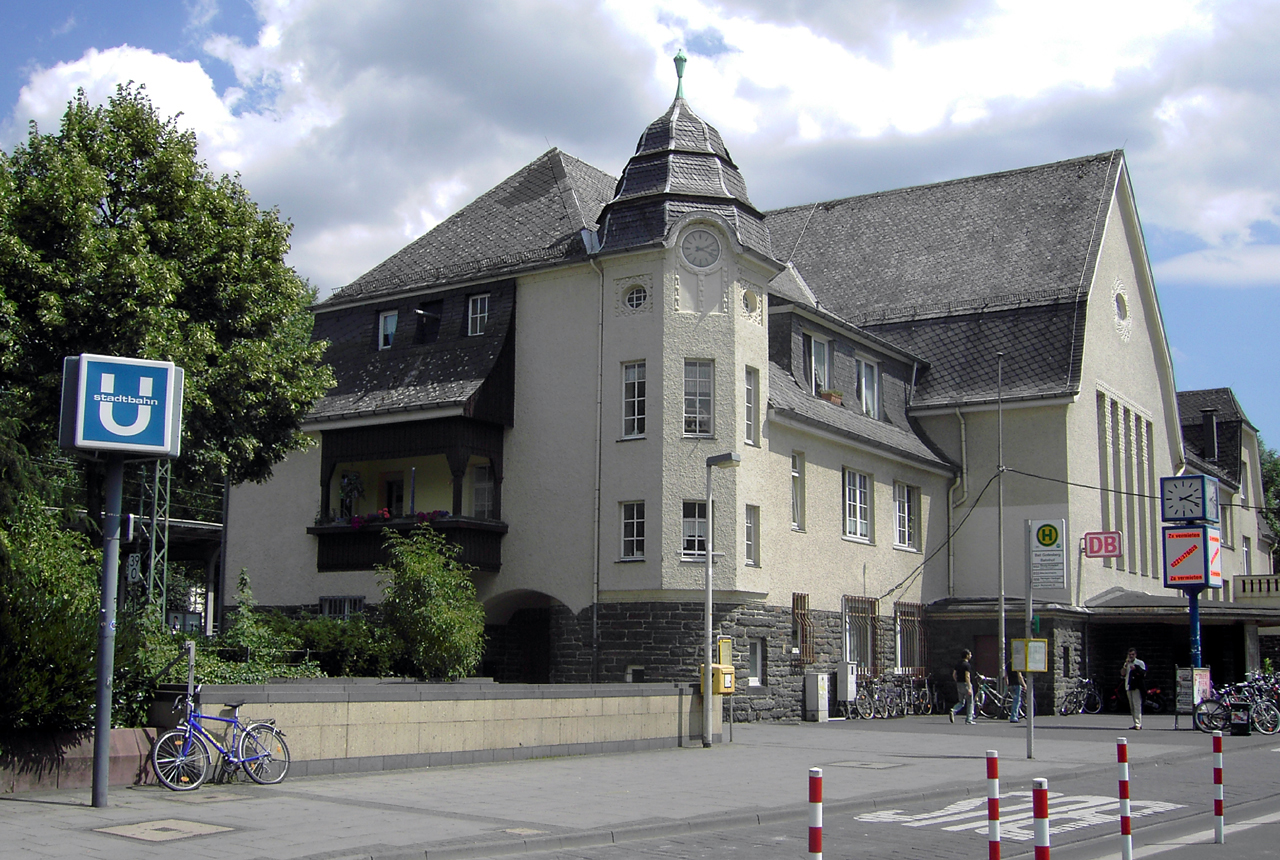
Bahnhof Bonn-Bad Godesberg

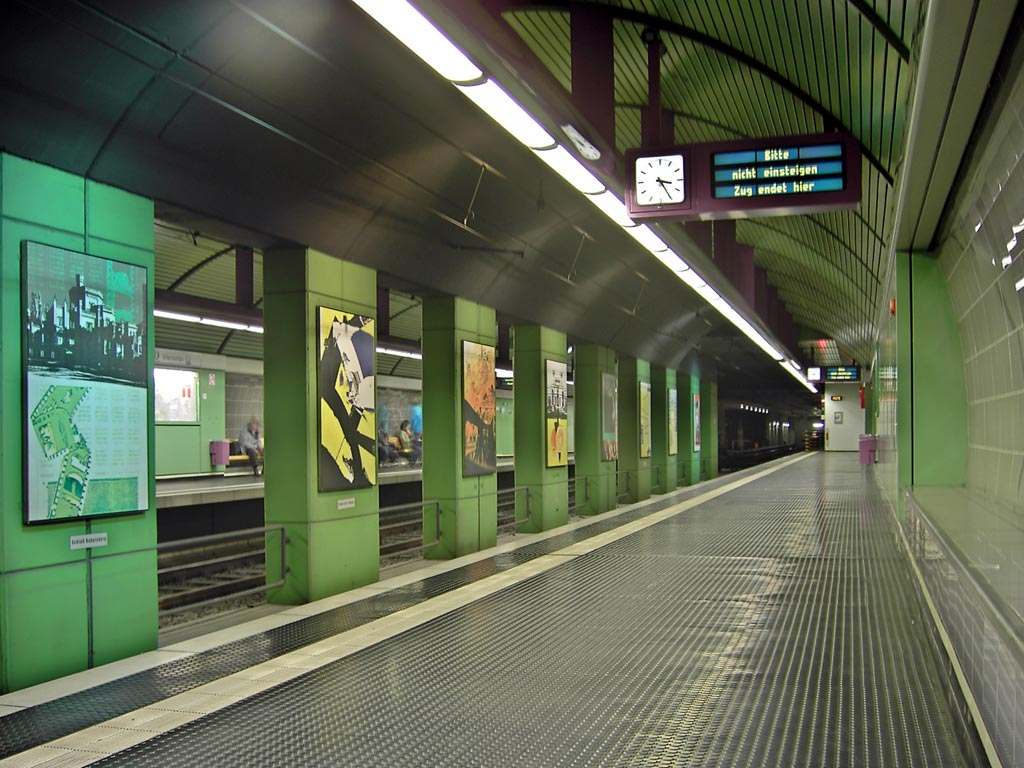
U-Bahnhof Stadthalle

Die Bundesstraße 9 durchquert Bad Godesberg in Nord-Süd-Richtung. Seit 1999 wird die Godesberger Innenstadt in einem Straßentunnel unterfahren. Seit Eröffnung des Tunnels ist der Verkehr im oberirdischen Bereich teilweise stark zurückgegangen, weshalb dort Neuordnungen vorgenommen wurden.
Der Bahnhof Bonn-Bad Godesberg war bis in die 1980er Jahre Schnellzug-Station. Im ÖPNV bedienen folgende RE- und RB-Linien Bad Godesberg bis zu viermal pro Stunde:
| Linie      | Linienname        | Zuglauf | Takt   | Betreiber               |
| ---------- | ----------------- | --- | ------ | ----------------------- |
| RE 5 (RRX) | Rhein-Express     | Wesel – Oberhausen – Duisburg – Düsseldorf – Köln – Bonn – BN-Bad Godesberg – Remagen – Andernach – Koblenz | 60 min | National Express        |
| RB 26      | Mittelrheinbahn   | Köln – Bonn – BN-Bad Godesberg – Remagen – Andernach – Koblenz – Bingen (Rhein) – Mainz                     | 60 min | Transdev (TransRegio)   |
| RB 30      | Rhein-Ahr-Bahn    | Bonn – BN-Bad Godesberg – Remagen -Walporzheim (– Bad Neuenahr – Ahrbrück)                                  | 60 min | DB Regio AG, Region NRW |
| RB 48      | Rhein-Wupper-Bahn | Wuppertal – Köln – Bonn – BN-Bad Godesberg – Bonn-Mehlem                                                    | 60 min | National Express        |

Mit der Bonner Stadtbahn (Linien 16, 63 und 67) besteht bis zu sechsmal stündlich eine Verbindung in die Bonner Innenstadt (siehe auch Stadtbahnstrecke Bonn–Bad Godesberg), die Linie 16 fährt dreimal stündlich über die Strecke der Rheinuferbahn weiter über Wesseling nach Köln. Ein Großteil der Strecke verläuft seit 1994 unabhängig vom übrigen Verkehr in einem Tunnel der Stadtbahn, der oberirdische Abschnitt wurde zurückgebaut. Die Linie 67 fährt übrigens pro Richtung nur 2 Mal am Tag.
Bad Godesberg verfügt über ein Busnetz, das von den SWB Bus und Bahn und der RVK betrieben wird:
- 610: Mehlem – Rüngsdorf – Bad Godesberg Bf/Rheinallee – Plittersdorf – Rheinauenpark – Heussallee/Museumsmeile – Hauptbahnhof – Endenich – Dransdorf – Lessenich – Duisdorf Bf
- 611: Heiderhof – Bad Godesberg Bf/Rheinallee – Plittersdorf – Rheinauenpark – Heussallee/Museumsmeile – Hauptbahnhof – Endenich – Dransdorf – Lessenich
- 612: Mehlem Fähre – Lannesdorf – Bad Godesberg Mitte – Friesdorf – Dottendorf
- 613: Mehlem, Giselherstraße – Mehlem Bf – Rüngsdorf – Bad Godesberg Bf/Rheinallee, Heiderhof
- 614: Mehlem, Im Rosenberg – Lannesdorf – Mehlem Bf – Pennenfeld – Bad Godesberg Mitte – (Friesdorf, Dottendorf)
- 637: Bad Godesberg Bf/Rheinallee – Deutschherrenstraße – Muffendorf – Marienforster Steinweg – Bf/Rheinallee
- 638: Stadtwald/Ev. Krankenhaus – Schweinheim – Bf/Rheinallee – Plittersdorf – Robert-Schuman-Platz
- 846: Mehlem Bf – Remagen–Rolandswerth
- 855: Bad Godesberg Rheinufer – Bad Godesberg Bf – Villip – Merl – Meckenheim Bf
- 856: Bad Godesberg Bf – Pennenfeld Lannesdorf – Ließem – Berkum – Remagen-Oedingen
- 857: Bad Godesberg Bf – Pennenfeld – Mehlem – Niederbachem – Berkum – Meckenheim Bf
- N 3 (Nachtbus): Hauptbahnhof – Südstadt – Kessenich – Dottendorf – Friesdorf – Bad Godesberg Mitte – Plittersdorf – Friesdorf – Dottendorf – Kessenich – Südstadt – Hauptbahnhof
- N 7 (Nachtbus): Hauptbahnhof – Hochkreuz – Bad Godesberg Mitte – Pennenfeld – Lannesdorf – Mehlem – Rüngsdorf – Bad Godesberg Bf/Rheinallee – Hochkreuz – Hauptbahnhof
- N 10 (Nachtbus): Hauptbahnhof – Kaiserstraße – Rheinaue – Plittersdorf – Bad Godesberg Mitte – Heiderhof – Bad Godesberg Bf/Löbestraße – Hochkreuz – Kaiserstraße – Hauptbahnhof

In den Zügen, Bahnen und Bussen gilt der Tarif des Verkehrsverbundes Rhein-Sieg (VRS).
Früher fuhr die Straßenbahn (Linie GM) von Bonn Rheinuferbahnhof kommend oberirdisch bis zur Haltestelle Rheinallee und weiter über die Rüngsdorfer Straße, Römerplatz (Rüngsdorf), die Konstantinstraße, sowie der Mainzer Straße (Mehlem) bis zur Einmündung Mainzer Straße/Drehholzstraße (Mehlem-Ort). Der Streckenabschnitt von der Haltestelle Mehlem-Bahnhof bis Mehlem-Ort war einspurig. Nach einem schweren Unfall im Sommer 1973 am Mehlemer Bahnhof (durch eine falsch gestellte Weiche kollidierten zwei Straßenbahnwagen frontal) wurde der Straßenbahnverkehr zwischen Rheinallee und Mehlem-Ort im Laufe des Jahres 1975 eingestellt und durch Gelenkbusse ersetzt.
Der Stadtbezirk ist an mehrere Radwanderwege angeschlossen. Die 524 km lange Wasserburgen-Route verbindet mehr als 130 Burgen am Rand der Eifel und in der Kölner Bucht. Die 1.045 Kilometer lange D-Route 4 (Mittelland-Route) führt von Aachen über Bonn, Siegen, Erfurt, Jena und Chemnitz nach Zittau. Die 733 km lange D-Route 7 (Pilgerroute) führt von Aachen über Köln, Düsseldorf, Duisburg, Münster, Osnabrück, Bremen und Hamburg nach Flensburg. Der Rhein-Radweg verläuft am Godesberger Rheinufer. Ein Teil davon ist die 1.019 Kilometer lange D-Route 8, vom Bodensee entlang des Rheins bis zur niederländischen Grenze.
Hinzu kommt die Rheinfähre Bad Godesberg–Niederdollendorf.

## Persönlichkeiten

### Söhne und Töchter von Bad Godesberg
- Peter Schwingen (1813–1863), Genre- und Porträtmaler der Düsseldorfer Malerschule
- Mathieu Schwann (1859–1939), Archivar, Journalist und Schriftsteller
- Aennchen Schumacher (1860–1935), „Lindenwirtin“
- Fritz Rebensburg (* 1873; † nach 1930), Kapitän zur See der Kaiserlichen Marine
- Paul Kemp (1896–1953), Schauspieler und Charakterkomiker
- Hans Schmitz (1896–1986), Politiker (CDU), Mitglied des Deutschen Bundestages
- Harald Busch (1904–1983), Kunsthistoriker, Museumsleiter und Autor
- Modest Graf von Korff (1909–1997), Verwaltungsjurist und Kommandeur der Sicherheitspolizei
- Heinrich Georg Koch (1911–2006), Theaterregisseur und Theaterleiter
- Klaus Barbie (1913–1991), nationalsozialistischer Kriegsverbrecher, bekannt als „Schlächter von Lyon“
- Max Schmidt (1914–nach 1954), Politiker, Abgeordneter der Volkskammer der DDR
- Juan José Linz (1926–2013), Politikwissenschaftler
- Heinz Butin (1928–2021), Phytopathologe und Forstwissenschaftler
- Georg von Hatzfeld (1929–2000), Verleger, Finanzmakler und „Retter von Helgoland“
- Helmut Keßler (1930–2016), Banker, Geschäftsführender Präsident des Sparkassen- und Giroverbandes Westfalen-Lippe
- Ingrid Schampel (* 1931), Autorin und Heimatforscherin
- Hermann Drüe (1933–2022), Psychologe und Philosoph
- Karlheinz Niclauß (1937–2023), Politikwissenschaftler und Zeithistoriker
- Roswitha Esser (* 1941), Kanutin
- Armin Hetzer (* 1941), Sprachwissenschaftler
- Eberhard Nieschlag (1941–2025), Mediziner
- Hans Ferdinand Fuhs (1942–2023), römisch-katholischer Theologe, Orientalist und Hochschullehrer
- Franz Jarnach (1943–2017), Musiker und Schauspieler
- Udo Liessem (1944–2023), Kunsthistoriker und Denkmalpfleger
- Jürgen Steinkrüger (1944–2019), Diplomat
- Michaela Endler (* 1945), Skilangläuferin
- Jochen Dieckmann (* 1947), Politiker (SPD)
- Karl-Heinz Schmitz (* 1949), Architekt
- Klaus Simon (* 1949), Bildhauer
- Udo Ungeheuer (* 1950), Manager, Vorstandsvorsitzender der Schott AG und Verbandspräsident
- Susanna Partsch (* 1952), Kunsthistorikerin und Autorin
- Gabriela Sperl (* 1952), Film- und Fernsehproduzentin, Dramaturgin und Drehbuchautorin
- Wolfgang Ueberhorst (1952–2017), Bildhauer
- Clemens Appel (1953–2021), Jurist, Unternehmensberater und Staatssekretär des Landes Brandenburg
- Christl Wickert (* 1953), Historikerin und Politologin
- Peter Stützer (* 1954), Sportjournalist und Fernsehmoderator
- Jutta Blatzheim-Roegler (* 1957), Politikerin (Grüne)
- Harald Weinberg (* 1957), Politiker (Die Linke), MdB
- Norman Rentrop (* 1957), Verleger und Gründer von Bibel.TV
- Thomas Heyer (* 1959), Hörfunk- und Fernsehjournalist, Autor und Coach
- Barbara Schleicher-Rothmund (* 1959), Politikerin (SPD)
- Manfred Weinberg (* 1959), Literaturwissenschaftler
- Angelika Levi (* 1961), Filmregisseurin, Kamerafrau, Filmeditorin und Videokünstlerin
- Carol Pilars de Pilar (* 1961), Bildende Künstlerin
- Jörg F. Debatin (* 1961), Mediziner und HSV-Aufsichtsratsmitglied
- Wolfgang Held (* 1963), deutsch-amerikanischer Kameramann und Filmproduzent
- Andrea Milz (* 1963), Politikerin (CDU)
- Benedikt Hauser (* 1964), Politiker (CDU), MdL
- Johannes B. Kerner (* 1964), Fernsehmoderator
- Anthony Baffoe (* 1965), Fußballspieler und Sportmoderator
- Birgit Lennartz-Lohrengel (* 1965), Marathon- und Ultramarathonläuferin
- Andreas Meyer-Lindenberg (* 1965), Psychiater und Hochschullehrer
- Uta Glaubitz (* 1966), Berufsberaterin und Autorin
- Anke Becker (* 1967), Biologin und Hochschullehrerin
- Liz Baffoe (* 1969), Schauspielerin
- Berengar Elsner von Gronow (* 1978), Politiker (AfD), MdB
- Jonathan Grunwald (* 1983), Politiker (CDU), MdL
- Daniel Schaub (* 1983), Sänger, Gitarrist und Komponist
- Marc Zwiebler (* 1984), Badmintonspieler

### Persönlichkeiten mit Bezug zu Bad Godesberg
- Ludwig Maximilian von Rigal-Grunland (1809–1885), Unternehmer, Stifter der Rigal’schen Kapelle
- Paul von Franken (1818–1884), Landschafts- und Genremaler, wohnte in Godesberg
- Carl August von Groote (1831–1897), Bürgermeister von Godesberg
- Anton Dengler (1852–1914), Bürgermeister von Godesberg
- Gertrud Bäumer (1873–1954), Frauenrechtlerin, Politikerin, Schriftstellerin
- Rudolf Schorlemmer (vermutlich 1874–1936), Gastroenterologe, Betreiber des gleichnamigen Sanatoriums in Godesberg
- Josef Zander (1878–1951), Bürgermeister von Bad Godesberg
- Willy Maß (1880–1947), Architekt
- Hans Karl Rosenberg (1891–1942), Professor an der Pädagogischen Akademie in Bonn
- Adolf von Hatzfeld (1892–1957), Schriftsteller
- Franz Zdralek (1894–1970), Jurist und Politiker (DZP, SPD), von 1919 bis 1925 Gemeinderat in Godesberg
- Joseph Roth (1896–1945), Lehrer und Politiker, Vorsitzender der Godesberger Zentrumspartei bis 1933 und Mitglied des Kreistages Bonn-Land, seit 2000 Märtyrer der katholischen Kirche, Ehrengrab auf dem Friedhof in Friesdorf
- Hans Fischerkoesen (1896–1973), Pionier des deutschen Zeichentrickfilmes und der Fernsehwerbung
- Heinrich Hopmann (1897–1968), Bürgermeister von Bad Godesberg
- Robert Carl (1902–1987), Komponist, Dirigent und Musikverleger
- Irmgard Pohl (* 1902), Geographin und Lehrstuhlinhaberin in Bonn, lebte in Bad Godesberg
- André Osterritter (1906–1957), Maler, Graphiker und Karikaturist
- Hans von Lehndorff (1910–1987), Arzt und Schriftsteller
- Herbert Neupert (1911–2002), Jurist, Verkehrsexperte und Korporationsfunktionär. Er wirkte zuletzt als Ministerialdirektor und als Rechtsanwalt und lebte und starb in Bad Godesberg
- Ulrich de Maizière (1912–2006), von 1966 bis 1972 Generalinspekteur der Bundeswehr
- Ria Maternus (1914–2001), Gastwirtin und Inhaberin des Prominentenlokals „Weinhaus Maternus“
- Rudolf Pörtner (1912–2001), Journalist, Historiker und Schriftsteller, wohnte zuletzt in Bad Godesberg
- Oskar von Siegfried (1920–2011), Generalkonsul a. D.
- Hans Egli (1922–2007), Mediziner, ab 1970 ordentlicher Professor für Experimentelle Hämatologie und Bluttransfusionen, lehrte seit 1966 in Bonn und lebte in Bad Godesberg
- Alois Rummel (1922–2013), Publizist und Journalist
- Ursula Lehr (1930–2022), Gerontologin und Politikerin (CDU), Bundesministerin für Jugend, Familie, Frauen und Gesundheit a. D.
- Heide Keller (1939–2021), Schauspielerin
- Wolfgang Clement (1940–2020), Politiker (SPD)
- Wolfgang Bretschneider (1941–2021), römisch-katholischer Priester, Organist und Hochschullehrer für Musik- und Liturgiewissenschaft
- Konrad Beikircher (* 1945), Kabarettist, Musiker und Autor
- Peer Steinbrück (* 1947), Politiker (SPD), Bundesminister der Finanzen a. D.
- Rainer-Maria Halbedel (* 1948), Sternekoch, Besitzer und Küchenchef „Halbedel’s Gasthaus“
- Gisbert Haefs (* 1950), Schriftsteller und Übersetzer
- Manfred Nelting (* 1950), Arzt und Schriftsteller
- Andrea Schacht (1956–2017), Schriftstellerin
- Peter Kloeppel (* 1958), Chefredakteur von RTL
- Frank H. Asbeck (* 1959), Manager und Vorstandsvorsitzender der Solarworld AG
- Harald Gesterkamp (* 1962), Schriftsteller und Journalist
- Oliver Welke (* 1966), Moderator und Journalist
- Gerd J. Pohl (* 1970), Schauspieler und Puppenspieler
- Aziz Acharki (* 1972), Bundestrainer der Deutschen Taekwondo Union, mehrfacher Taekwondo-Weltmeister